# Юре Каштелан
Юре Каштелан (хорв. Jure Kaštelan, 18 грудня 1919, Закучаць, Хорватія — 24 лютого 1990, Загреб) — хорватський поет, прозаїк, драматург, есеїст, перекладач і літературознавець. 

## Біографія
Юре Каштелан народився у селі Закучаць поблизу Оміша. Після закінчення початкової школи у 1930 році вступив до семінарії у Спліті, але залишив її та продовжив навчання у Державній класичній гімназії в Спліті. Вищу освіту здобував на Філософському факультеті Загребського університету, де вивчав південнослов’янську літературу, компаративістику, хорватську мову зі старослов’янською, історію, а також російську та французьку мови.
Під час навчання долучився до студентського руху опозиційного спрямування, через що його кілька разів арештовували. Публікував критичні статті у різних виданнях. У 1940 році власним коштом видав свою першу поетичну збірку “Червоний кінь” (Crveni konj), ілюстровану Едо Муртічем. Збірка зазнала цензури через революційні мотиви та політичні погляди автора, а весь її наклад було знищено.
Під час Другої світової війни приєднався до югославських партизанів. Був членом воєнної редакції “Вільна Далмація” (Slobodne Dalmacije) і учасником Конференції культурних працівників у Хварі у 1943 році. Після війни продовжив навчання, закінчив університет у 1949 році й став асистентом на Філософському факультеті Загребського університету. Згодом захистив докторську дисертацію про поезію Антуна Густава Матоша (1956) і став професором теорії літератури. До 1980 року очолював кафедру теорії літератури на Філософському факультеті у Загребі, а також певний період викладав як лектор на Сорбонні. Крім цього, працював репортером у газеті “Вісник” (Vjesnik) та редактором у видавництві “Нове покоління” (Novo pokoljenje). У 1979 році став членом Югославської академії наук і мистецтв (JAZU), де з 1985 року до самої смерті очолював Інститут літератури та театрознавства. Помер 24 лютого 1990 року в Загребі. 

## Творчість
Перша збірка “Червоний кінь” (Crveni konj, 1940) засвідчила його політичну ангажованість та заклала основні риси його поезії. У цій збірці містяться твори, що поєднують елементи хорватської усної поезії, модернізму та сюрреалізму, з відчутним впливом Федеріко Гарсії Лорки та Поля Елюара. Вірші Каштелана наповнені багатою метафорикою, міфологічними та магічними символами, а ритміка його поезії відзначається динамікою та варіативністю.
Друга збірка “Півень на даху” (Pijetao na krovu, 1950) містить переосмислені твори з першої збірки та включає поему “Тифозники” (Tifusari), яка є однією з найвизначніших у його доробку. Поема зображує тяжку долю хворого партизана, який блукає засніженими полями у стані гарячкового марення. Вона досліджує екзистенційні теми жаху перед смертю, прагнення свободи та духовного відродження.
Збірки “Бути чи не бути” (Biti ili ne, 1955) і “Мало каменю і багато снів” (Malo kamena i puno snova, 1957) засвідчили перехід Каштелана до більшої стилістичної зрілості. Він поєднує реальність, метафізику та сновидні образи, створюючи багатошарову поезію.
Після більш ніж двадцяти років переважно публіцистичної та перекладацької діяльності Каштелан повертається до поезії зі збіркою “Дике око” (Divlje oko, 1978), яка є вершиною його творчого шляху. У ній домінують теми світла й темряви, глибоке занурення у середземноморський архаїчний світ, міфологічна та символічна образність.
Юре Каштелан також працював у прозі, драматургії та літературознавстві. Його збірка новел “Чудо і смерть” (Čudo i smrt, 1961) характеризується використанням експериментальних форм, руйнуванням традиційної фабули та поєднанням різних стилістичних рівнів.
У драматичних творах “Пісок і піна” (Pijesak i pjena, 1958) та “Празор” (Prazor, 1972) він відходить від класичних драматичних форм, наближаючись до антип'єси, експериментуючи з мовними конструкціями та символічними образами.
Окрім поезії та прози, Каштелан активно займався перекладацькою діяльністю. Він перекладав твори Федеріко Гарсії Лорки, Пабло Неруди, Сержа Куазімодо, Гійома Аполлінера та інших європейських письменників. Також був одним із редакторів сучасного хорватського перекладу Біблії (1968).
Юре Каштелан справив значний вплив на розвиток хорватської поезії XX століття. Він був активним учасником культурного та літературного життя, співпрацював із провідними письменниками й митцями свого часу. Його поезія є унікальним синтезом народної традиції та модерністських пошуків.

## Нагороди
За свій внесок у літературу отримав численні нагороди, зокрема:
- 1984: Премія Владимира Назора за життєві досягнення
- 1986: Нагорода "Вінок Горана" (Goranov vijenac) за поетичний доробок
- Нагорода Братів Шиміч за есе “Погляд у вірш - про лірику Міле Пешорди” (Pogled u pjesmu-o lirici Mile Pešorde)

#### Поетичні збірки
- “Червоний кінь” (Crveni konj), 1940
- “Півень на даху” (Pijetao na krovu), 1950
- “Бути чи не бути” (Biti ili ne), 1955
- “Мало каменю і багато снів” (Malo kamena i puno snova), 1957
- “Дике око” (Divlje oko), 1978
- “Вірші про мою країну” (Pjesme o mojoj zemlji), 1981
- “Обітниця для Епетіона” (Zavjet za Epetion), 1984
- “Все блакитне, небесно блакитне” (Sve plavo, nebeski plavo), 1989

#### Проза і драматургія
- “Чудо і смерть” (Čudo i smrt), 1961
- “Пісок і піна” (Pijesak i pjena), 1958
- “Празор” (Prazor), 1972

#### Літературознавчі праці
- “Приближення: проглеми для лірики Антуна Бранка Шиміча” (Približavanje: prolegomena za liriku Antuna Branka Šimića), 1970